# دیرک پسر
دیرک پَـسِر (دانمارکی: Dirch Passer؛ ‏ ۱۸ مهٔ ۱۹۲۶ – ۳ سپتامبر ۱۹۸۰) بازیگر، فیلم‌نامه‌نویس، صداپیشه و کمدین اهل دانمارک بود. وی بین سال‌های ۱۹۴۷ تا ۱۹۸۰ میلادی فعالیت می‌کرد.
از فیلم‌هایی که وی در آن نقش داشته‌است، می‌توان به دختران هم‌رزم، جسد کجاست مولر؟، دختر و چاله آب، مسافرخانه شناور، همان‌گونه که از بهشت فرستاده شد، تفنگدارها و ملوانان اشاره کرد.